# Baco Noir

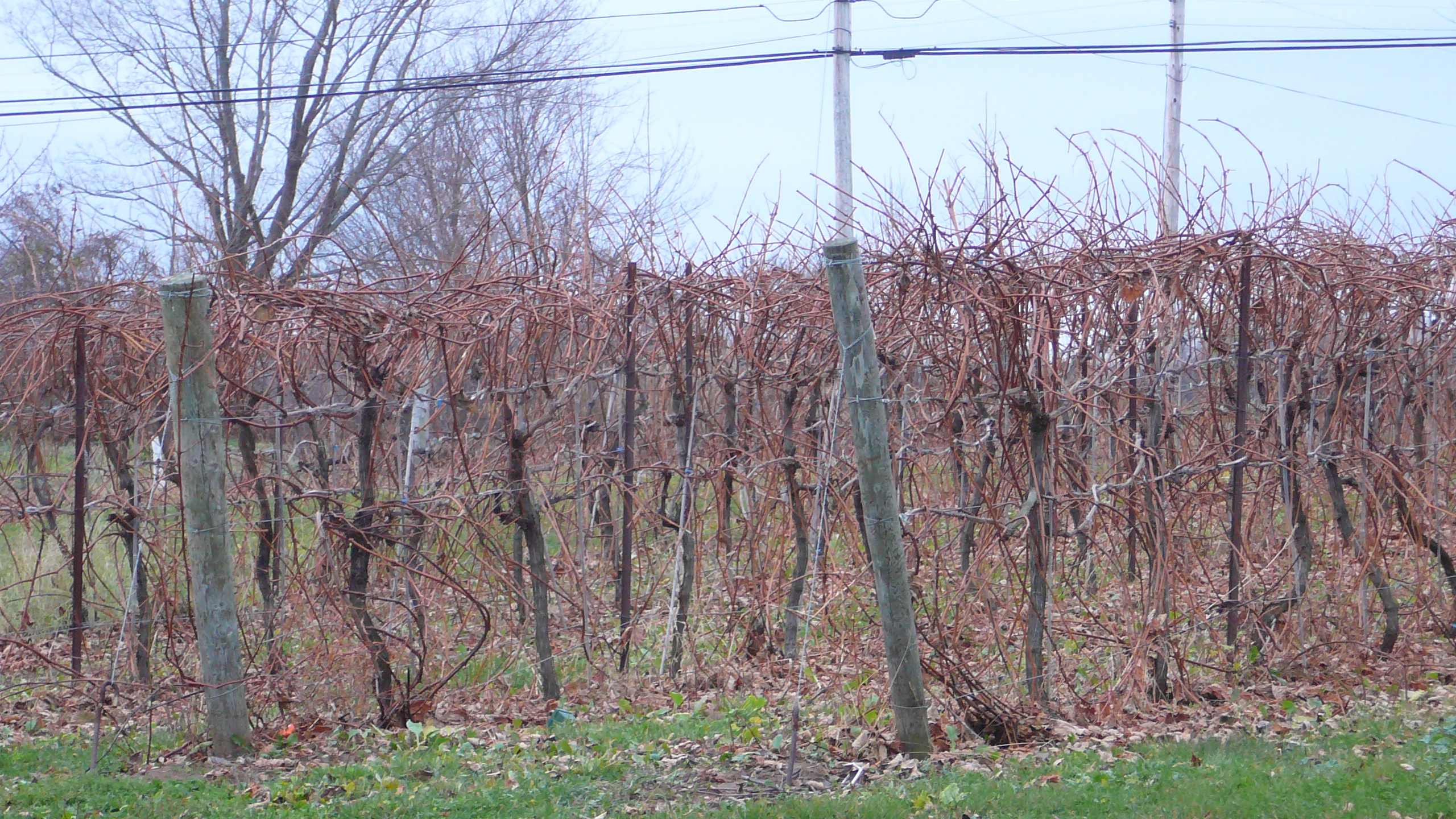
Vie de Baco în Canada

Baco Noir (numit și Baco, Cățărată, Milion, Balcon, Speiskii) este un soi de struguri roșii care a fost creat în 1902 de selecționatorul francez François Baco (1865–1947).
Este rezultatul încrucișării dintre Folle Blanche × Riparia Grand Glabre și, prin urmare, este un hibrid interspecific.
Soiul timpuriu era răspândit în Franța. Datorită interdicției la nivelul UE privind utilizarea comercială a viței de vie hibride, soiul practic nu mai este cunoscut acolo.
În 1951, Baco noir a fost introdus în SUA, unde prosperă în zonele prea reci pentru alte soiuri. Soiul este crescut și în Canada din 1955.
Baco noir produce vinuri roșii acide, corpolente. Datorită creșterii puternice are importanță ca soi decorativ pentru bolțile de viță.